# پست-راک
پُست-راک (به انگلیسی: Post-rock) شاخه‌ای از موسیقی راک و نوعی از راک تجربیاست که در آن سازهای معمولِ سبک راک نقش اصلی را ایفا می‌کنند، اما ریتمها، هارمونیها و ملودیها و آکوردهایی که در پست راک نواخته می‌شوند ، به‌طورِ سنتی در راک یافت نمی‌شوند. موسیقی پست راک به‌طور معمول بدون کلام است. این سبک بعد از کارهای گروه تاک تاک با سرپرستی مارک هالیس شناخته شد. در واقع سبک تجربی این گروه بود و بعدها به نام پست-راک خوانده شد.

## منشأ کلمه
باور بر این است که کلمه پست‌راک توسط سایمون رینولدز در مروری که از وی بر روی آلبوم Hex از گروه بارک سایکوسیس در مجله Mojo در مارس ۱۹۹۴ منتشر شد، ابداع شده‌است. وی توضیح می‌دهد که این یک نوع موسیقی است برای «استفاده از آلات موسیقی راک، برای اهداف غیرراک و استفاده از گیتار برای ابراز طنین و بافت و نه ریف و آکورد».

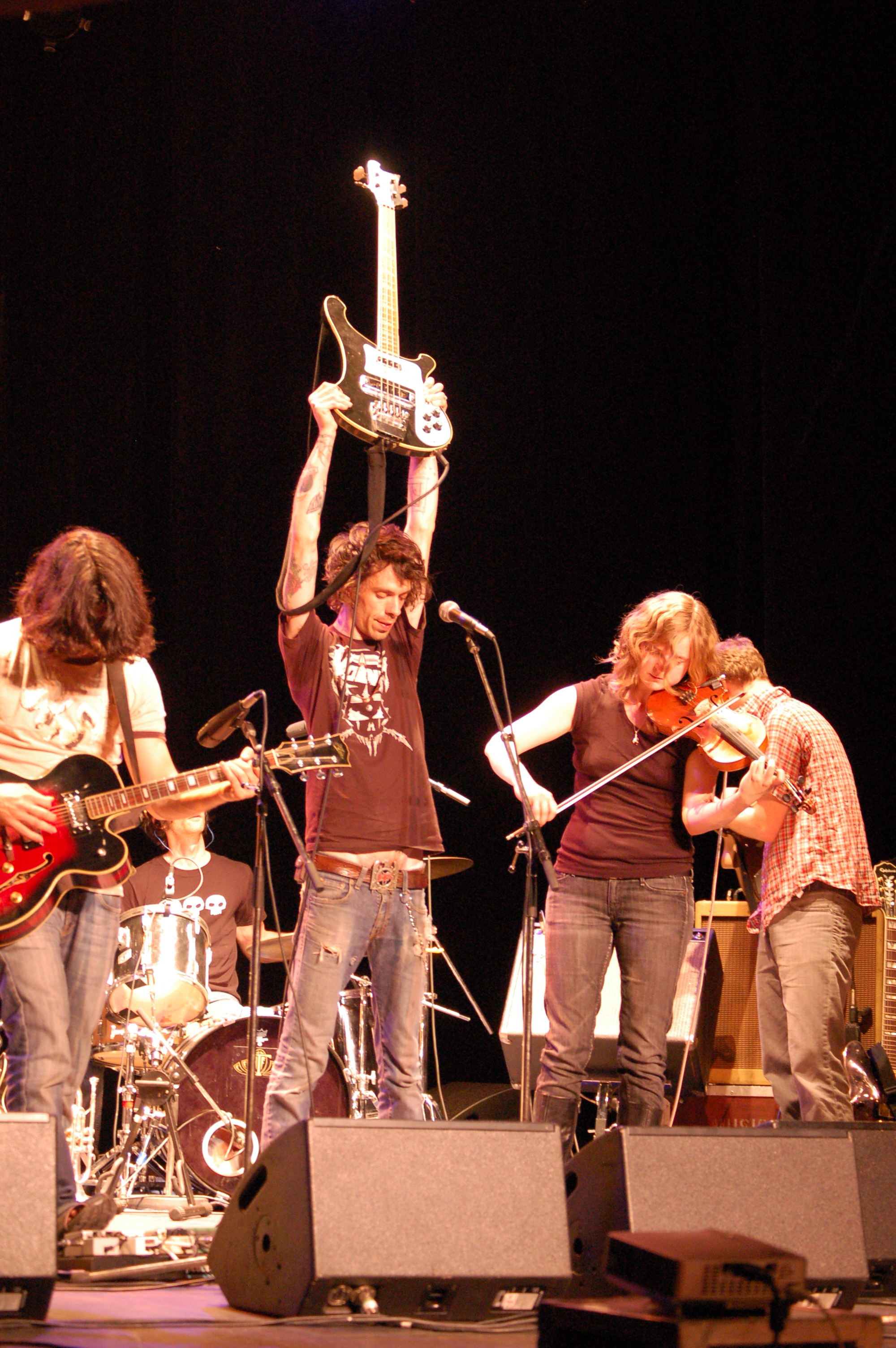
گروه Do Make Say Think در حال برگزاری کنسرت

## سیر تکامل تاریخی

### دوران اولیه
به نظر می‌رسد که سبک پست‌راک از گروه ولوت آندرگراوند در دهه ۱۹۶۰ تأثیر زیادی گرفته باشد. گروه بریتانیایی (Public Image Ltd (PiL نیز جزو پیشگامان این سبک محسوب می‌شوند، که ان‌ام‌ئی آن‌ها را «اولین گروه مسلم پست‌راک» نامیده‌است.

### پست‌راک دهه ۱۹۹۰

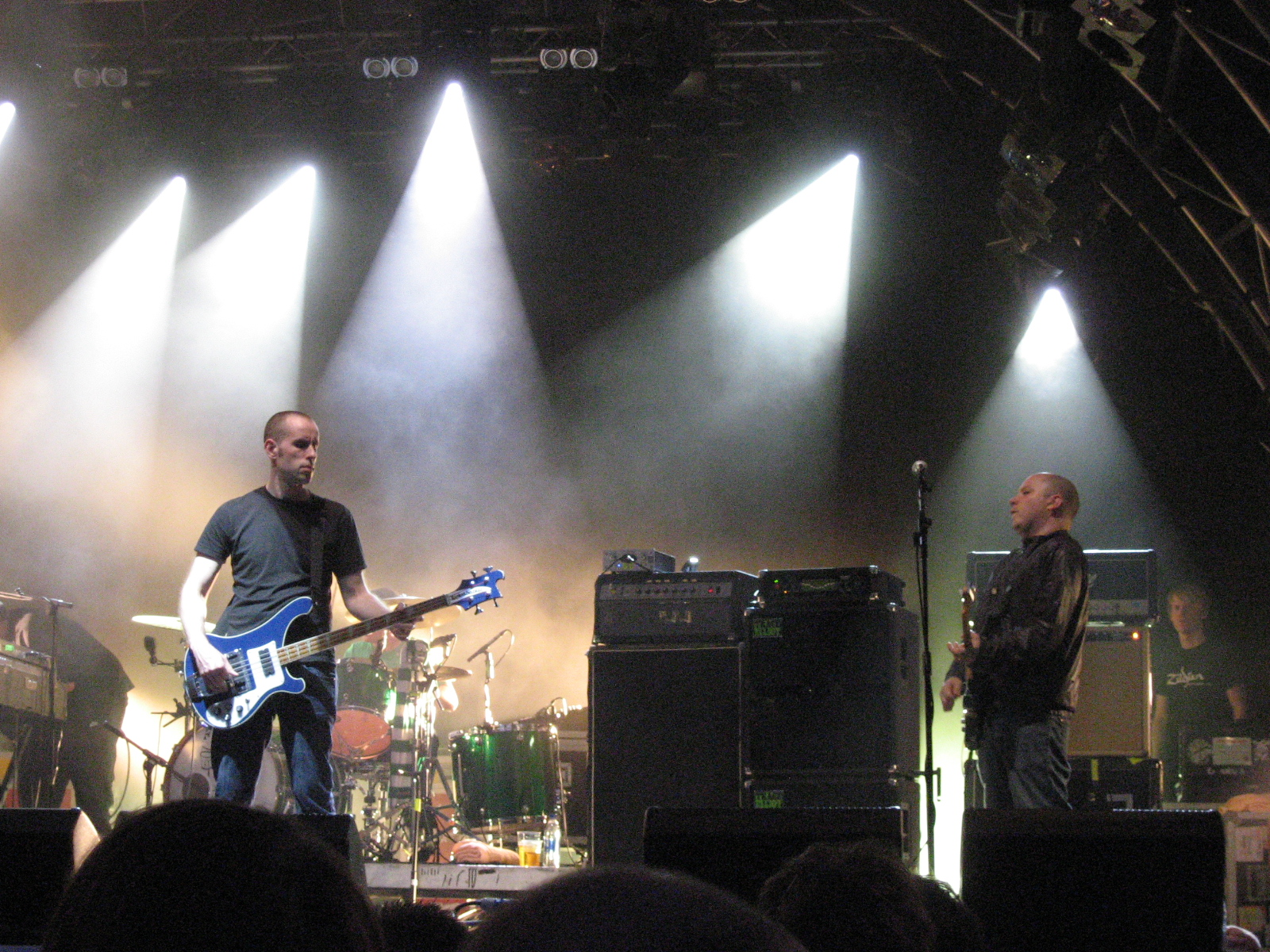
کنسرت گروه پست‌راک ماگوای در سال ۲۰۰۷

گروه‌های اوایل این دهه، مانند اسلینت، تاک تاک، بارک سایکوسیس، استریولب و تورتس گروه‌های تأثیرگذاری برای سبک پست‌راک شناخته شدند. گفته می‌شود دو آلبوم اسپایدرلند از اسلینت و آلبوم روح عدن (Spirit of Eden) از تاک تاک منجر به تولد سبک پست‌راک شدند.

### پست‌راک در دهه‌های ۲۰۰۰ و ۲۰۱۰
در آغاز دهه ۲۰۰۰، به نظر می‌رسید که سبک پست‌راک کم‌کم جذابیت خود را از دست داده‌است. این اتفاق بیشتر به خاطر انتقادهایی که علیه این سبک موسیقی شد رخ داد. برخی از گروه‌هایی که به عنوان گروه پست‌راک شناخته می‌شدند، مانند Cul de Sac، تورتس و ماگوای عنوان پست‌راک را برای خود رد کردند. طیف وسیع سبک‌هایی که پست‌راک شامل آن‌ها می‌شد، از مفید بودن این عبارت می‌کاست.
با وجود نقد موجود بر این عبارت، گروه سیگور روس با انتشار آلبوم شروع خوب جزو مشهورترین گروه‌های دهه ۲۰۰۰ شد. شهرت‌ها آن‌ها را می‌توان بیشتر به رفتن آن‌ها به سمت یک موسیقی راک محور که ساختار ساده‌ای داشت و بیشتر از عناصر موسیقی پاپ استفاده می‌کرد، دانست. گروه‌هایی مانند دیس ویل دستروی یو، Explosions in the Sky, Do Make Say Think و مونو را می‌توان از گروه‌های مشهور پست‌راک در این هزاره دانست.

## مشخصات موسیقی

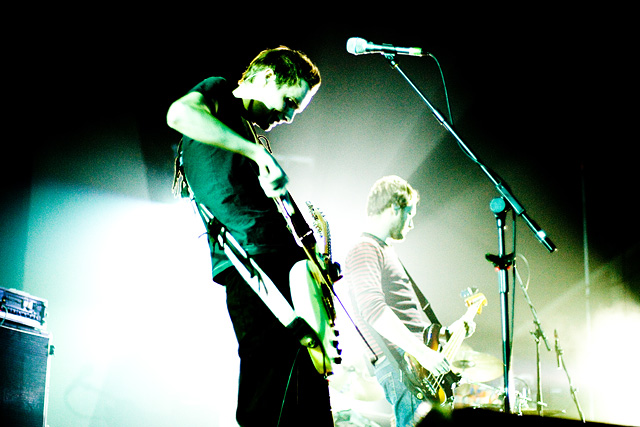
کنسرت سیگور روس در سال ۲۰۰۵ در ریکیاویک

صدای موسیقی پست‌راک از مشخصات ژانرهای مختلفی مانند post-punk, progressive rock, space rock, ambient, dub, electronica و experimental، همچنین شکل‌هایی از موسیقی جاز تشکیل می‌شود.
قطعات موسیقی پست‌راک اغلب از ساختارهای تکرار شونده‌ای ساخته می‌شود که به مرور دچار تغییر می‌شوند. معمولاً قطعات موسیقی پست‌راک طولانی و بدون کلام هستند.
گرچه اغلب اوقات پست‌راک بدون کلام است، ولی به این معنا نیست که صدای هیچ خواننده‌ای در موسیقی پست‌راک شنیده نخواهد شد. وقتی از صدای یک خواننده در موسیقی پست‌راک استفاده می‌شود، معمولاً به شکلی غیر سنتی این اتفاق می‌افتد. برخی از گروه‌های از صدای خواننده صرفاً به عنوان یک آلت موسیقی دیگر استفاده می‌کنند. هدف این موسیقی انتقال پیام از طریق متن ترانه، مانند سبک‌های دیگر، نیست. به همین دلیل، اگر هم کلامی بر روی موسیقی قرار بگیرد، خیلی کوتاه خواهد بود و هدف ساختن فضای بهتری برای کل قطعه موسیقی است.
گروه Sigur Rós که برای صدای خاص خوانندهٔ گروه شهرت دارد، یک زبان ساختگی ساخته‌اند که توسط منتقدان Hopelandic نامیده می‌شود. طبق گفته گروه این زبان ساختگی «کلمات شکسته و نامفهومی است که به درستی در فضای موسیقی قرار می‌گیرد و به عنوان یک آلت دیگر موسیقی عمل می‌کند.»
برخلاف ساختار معمول verse-chorus در موسیقی راک، گروه‌های پست‌راک بیشتر از نماهای صوتی استفاده می‌کنند. طبق گفته Simon Reynolds پیرامون پست‌راک، «سفر یک گروه از راک به پست‌راک اغلب با متن‌های روایت گونه شروع می‌شود، به یک جریان از آگاهی می‌رسد، سپس به کلام-به-عنوان-یک-بافت می‌رسد و در نهایت تبدیل به یک موسیقی بدون کلام تمام عیار می‌شود.»

## گروه‌ها
- دیس ویل دستروی یو
- گادسپید یو! بلک امپرور
- مونو
- وانگ ون